# Beshariq
Beshariq (uzb. cyr. Бешариқ; ros. Бешарык, Bieszaryk) – miasto we wschodnim Uzbekistanie, w wilajecie fergańskim, w Kotlinie Fergańskiej, siedziba administracyjna tumanu Beshariq. W 1989 roku liczyło ok. 17,3 tys. mieszkańców. Ośrodek przemysłu włókienniczego.
Miejscowość otrzymała prawa miejskie w 1983 roku.